# Араужу, Томаш
Томаш Лемуш Араужу (порт. Tomás Lemos Araújo; родился 16 мая 2002) — португальский футболист, защитник клуба «Бенфика».

## Клубная карьера
С 2016 года выступал в составе футбольной академии лиссабонской «Бенфики». В сезоне 2021/22 был капитаном юношеской команды Бенфики, выигравшей Юношескую лигу УЕФА. 15 декабря 2021 года дебютировал в основном составе «Бенфики» в матче Кубка португальской лиги против «Спортинга (Ковильян)». 27 февраля 2022 года дебютировал в португальской Примейра-лиге в матче против «Витории (Гимарайнш)». Летом 2022 года перешёл на правах аренды в клуб «Жил Висенте».

## Карьера в сборной
Выступал за сборные Португалии до 15, до 16, до 17, до 18, до 19, до 20 лет.

## Достижения

### Клубные
«Бенфика»
- Обладатель Суперкубка Португалии: 2023